# Nefropatia
Con il termine nefropatia viene ad essere genericamente definito un qualsiasi processo patologico a carico del rene. In tal senso, il termine nefropatia non identifica una specifica condizione patologica od entità clinica ma una generica categoria diagnostica caratterizzata dalla presenza di danno renale che può essere o meno semeiologicamente apprezzato.
Una nefropatia ad origine infiammatoria viene definita nefrite; ad origine non infiammatoria nefrosi.

## Classificazione delle nefropatie
Essendo il rene composto da diverse unità funzionali che corrispondono ad altrettante unità anatomiche, possono essere distinte diverse strutture come sedi di diversi processi patologici.
Una patologia a carico dei glomeruli verrà definita nefropatia glomerulare; a carico dei tubuli o dell'interstizio verrà definita nefropatia tubulare, interstiziale o tubulointerstiziale; a carico dei vasi sanguigni verrà definita nefropatia vascolare.
Possono essere distinte nefropatie sulla base dell'agente causale, come la nefropatia da farmaci, tipicamente tubulo-interstiziale e le nefropatie ereditarie, come la sindrome di Alport o la sindrome di Bartter. Altre importanti nefropatie sono la nefropatia diabetica e la nefropatia da IgA.

## Principali nefropatie
- Nefropatie glomerulari
  - Glomerulonefriti primitive
    - Glomerulonefrite post-infettiva
    - Nefropatia associata ad infezione da HIV
    - Nefropatia di Berger
    - Nefrosi lipoidea
    - Glomerulosclerosi segmentaria e focale
    - Glomerulonefrite membranosa
    - Glomerulonefrite membrano-proliferativa

  - Glomerulonefriti secondarie
    - Nefrite lupica
    - Porpora di Schönlein-Henoch
    - Sindrome di Goodpasture
    - Crioglobulinemia mista essenziale
    - Malattia di Fabry
    - Granulomatosi di Wegener
    - Poliangioite microscopica
    - Amiloidosi
- Nefropatie vascolari
  - Nefropatia ischemica
  - Nefroangiosclerosi benigna
  - Nefroangiosclerosi maligna
  - Nefropatia atero-embolica
  - Trombosi della vena renale
- Nefropatie tubulo-interstiziali
  - Cause infettive
    - Pielonefrite acuta
    - Pielonefrite cronica
    - Tubercolosi renale
    - Reflusso vescico-ureterale

  - Cause immunologiche
    - Sindrome di Sjögren
    - Artrite reumatoide
    - Amiloidosi
    - Sarcoidosi

  - Cause tossiche
    - Nefropatia da analgesici
    - Nefropatia da antibiotici
    - Saturnismo

  - Cause metaboliche
    - Nefropatia uratica acuta
    - Nefropatia uratica cronica
    - Nefrolitiasi uratica
    - Nefrocalcinosi
    - Iperossaluria primitiva
    - Iperossaluria secondaria
- Nefropatie tubulari congenite
  - Sindrome di Fanconi
  - Aminoaciduria
  - Sindrome di Bartter
  - Diabete insipido